# Truco o trato

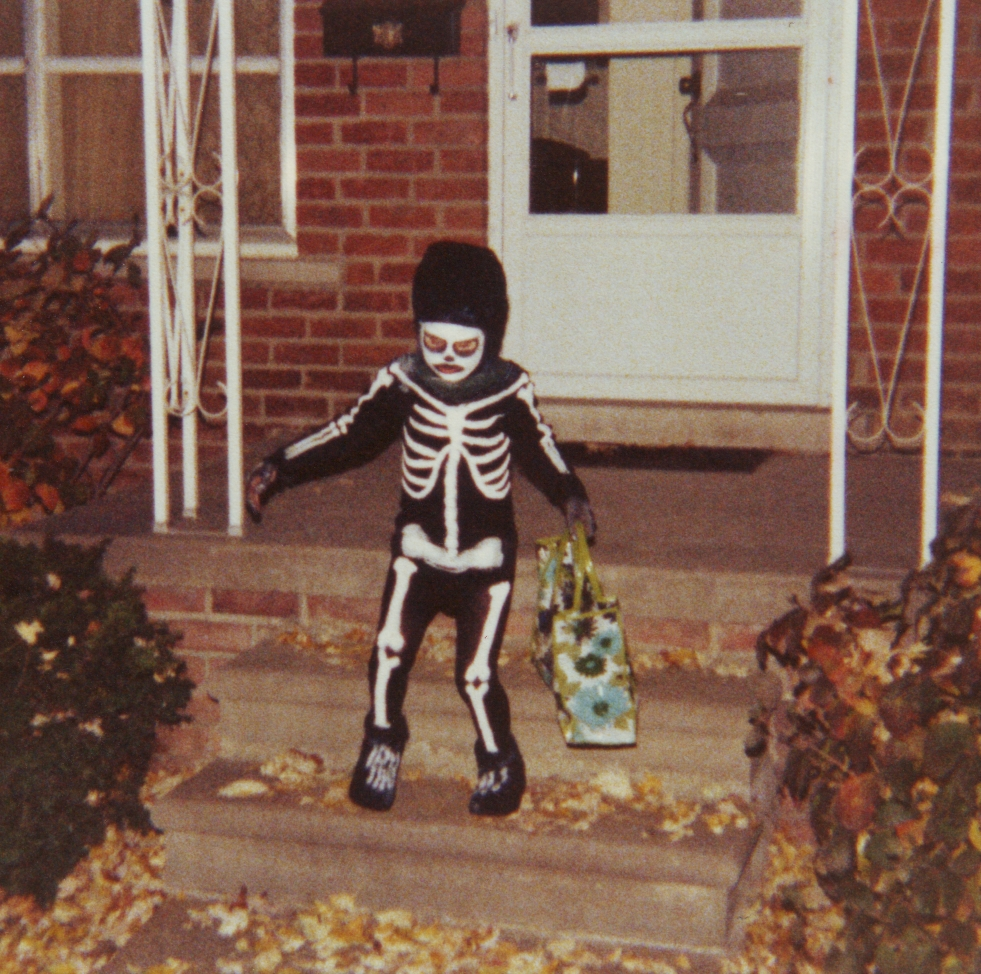
Un "Truco o trato" en Míchigan, 1979.

Truco o trato, truco o trueque, treta o trato, truco o dulce, dulce o truco, travesura o dulce o dulce o travesura,  (trick-or-treat en inglés) es una actividad de Halloween en la que los niños recorren las casas de su vecindario disfrazados, pidiendo dulces con la frase «¿dulce o truco?», «dulce o travesura», «¿truco o trato?». El truco es una amenaza de broma a los dueños de la casa en el caso de que no se proporcionen golosinas.
Esta práctica tendría origen en la tradición de pedir el "soul cake" (pan de almas) en Gran Bretaña o Irlanda en la Edad Media. A su vez la tradición de pedir el "soul cake", o "trick or treat", sería el equivalente a la tradición portuguesa de pedir el "pão-por-deus", (también llamado "santoro", o "bolinhos"), mencionada por primera vez en el siglo XV, (en algunas regiones del interior de Portugal era tradición que los niños llevasen una calabaza con una cara tallada y una vela en su interior para iluminar) y la tradición gallega de pedir el "migallo", ya en Blanes se llamaba "limosna" y en Ibiza era costumbre entre los jóvenes recorrer las casas pidiendo comida en sufragio de las almas.
El «trick-or-treat» fue uno de los últimos elementos que fue asociado a la celebración del Halloween en los Estados Unidos. Los primeros registros datan de 1920, pero solo comenzó a ser popular y se difundió en los Estados Unidos después de la campaña Trick-or-Treat para la UNICEF en 1950. La actividad es muy popular en Estados Unidos, Canadá, Reino Unido e Irlanda. Desde fines del siglo XX, la práctica se ha extendido a otros países, en particular de Europa y de América Latina.
Se ha generalizado la traducción libre a español como «truco o trato» o «treta o trato» de «trick-or-treat», basada en establecer una paronomasia o juego fonético al estilo del original, al igual que se ha hecho en otras lenguas. En realidad, en el "trick-or-treating" no se trata de un truco propiamente dicho, sino más bien de un susto, una broma o una travesura. Tampoco se plantea hacer ningún "trato", sino que se pide "un regalo" ("a treat"), un convite, normalmente un dulce o una golosina. Por lo tanto, una traducción más literal, basada en su sentido, sería «travesura o dulce», «susto o dulce», «broma o dulce», «susto o golosina»..., pero se trata de un juego de palabras en inglés que admite diferentes traducciones, ninguna de ellas realmente fiel al original, ni en sentido ni en fonética.
El «trick-or-treat», lo cual se refiere como «pedir muertito» en lugares donde se celebra día de muertos, En el norte de México, a diferencia que dicen las típicas frases de pedir dulces o truco en Estados Unidos, lo dicen de otra manera, que ellos dicen «queremos halloween».